# Сејшели на Светском првенству у атлетици у дворани 2014.
Сејшели су девети пут учествовали на Светском првенству у атлетици у дворани 2014. одржаном у Сопоту од 7. до 9. марта. Репрезентацију Сејшела представљала је једна атлетичарка, која се такмичила у трци на 60 метара.,
На овом првенству Сејшели нису освојили ниједну медаљу али је постигнут лични рекорд.

## Учесници
Жене:
- Joanne Pricilla Loutoy — 60 м

## Резултати

### Жене
| Атлетичарка            | Дисциплина | Лични рекорд | Квалификација | Квалификација | Полуфинале            | Полуфинале            | Финале                | Финале  | Детаљи |
| Атлетичарка            | Дисциплина | Лични рекорд | Резултат      | Место         | Резултат              | Место                 | Резултат              | Место   | Детаљи |
| ---------------------- | ---------- | ------------ | ------------- | ------------- | --------------------- | --------------------- | --------------------- | ------- | ------ |
| Joanne Pricilla Loutoy | 60 м       |              | 7,75 ЛР       | 7. у гр. 3    | Није се квалификовала | Није се квалификовала | Није се квалификовала | 34 / 43 |        |